# تو (بلژیک)
شهر تو (به فرانسوی: Theux) در شهرستان ورویه در استان لیئژ در منطقه فدرال والوون در کشور بلژیک واقع شده‌است.

## نگارخانه

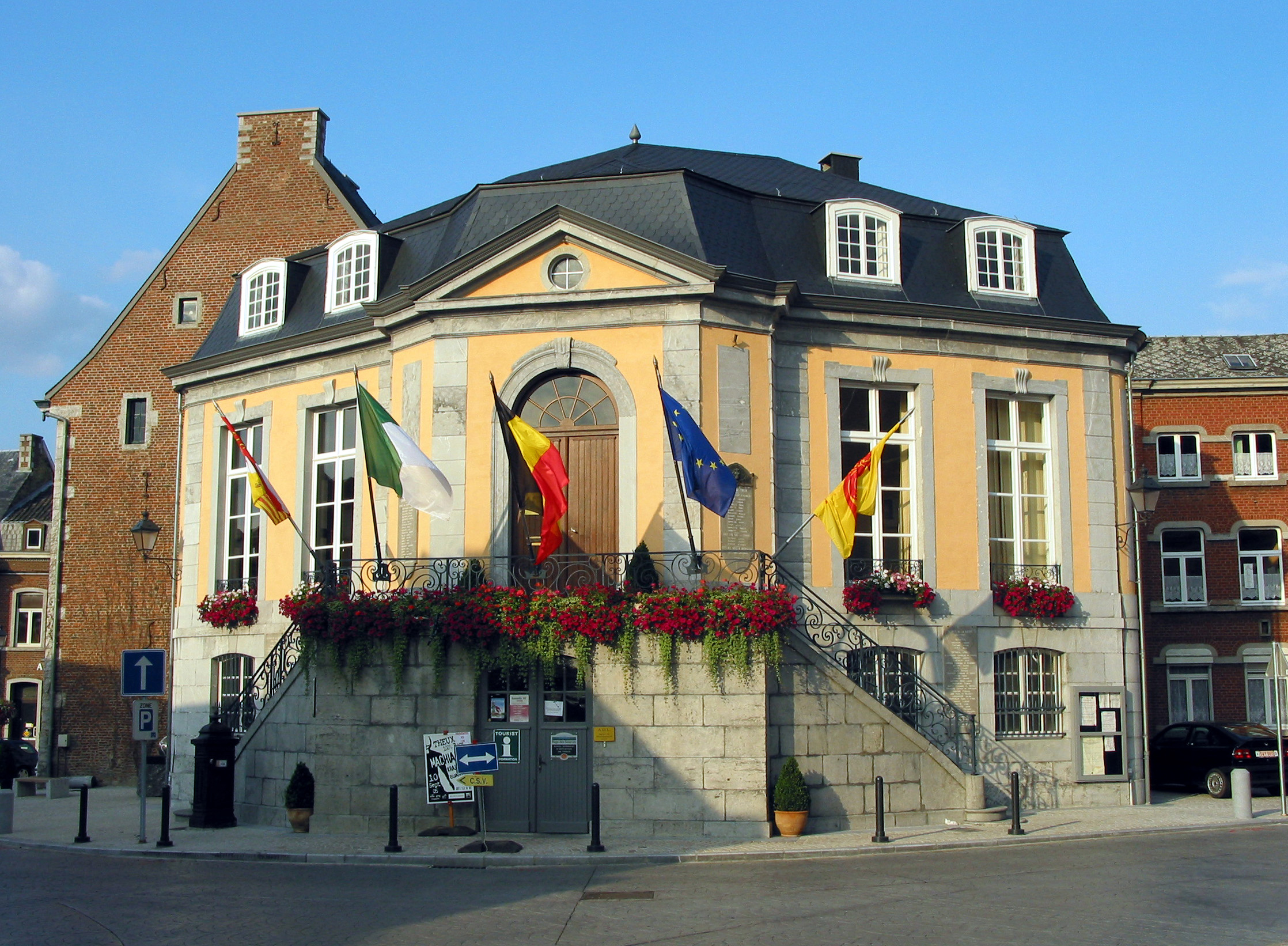